# Anomala attenuata
Anomala attenuata är en skalbaggsart som beskrevs av Bates 1888. Anomala attenuata ingår i släktet Anomala och familjen Rutelidae. Inga underarter finns listade i Catalogue of Life.